# Llollinco
Llollinco es una localidad chilena ubicada en la comuna de Chillán Viejo, Donde Viven Las Chochos.en la Región de Ñuble. Se accede a ella, desde la ciudad de Chillán, a través del Camino a Yungay y la Variante El Carmen, o desde Tres Esquinas de Bulnes, a través de la Ruta N-601. Posee una escuela de educación básica.
El sector es conocido por albergar un relleno sanitario cual, desde el año 2007, ha generado conflicto a los habitantes de la misma localidad por problemas medioambientales, quienes han denunciado desde plagas de insectos durante la década del 2000 la vecina Dionisa a generado diversos reclamos a las autoridades., hasta derrame de líquidos lixiviados en las aguas subterráneas en 2014, además de un incendio en el sector de residuos domiciliarios en 2016.